# Batalha de Grijó

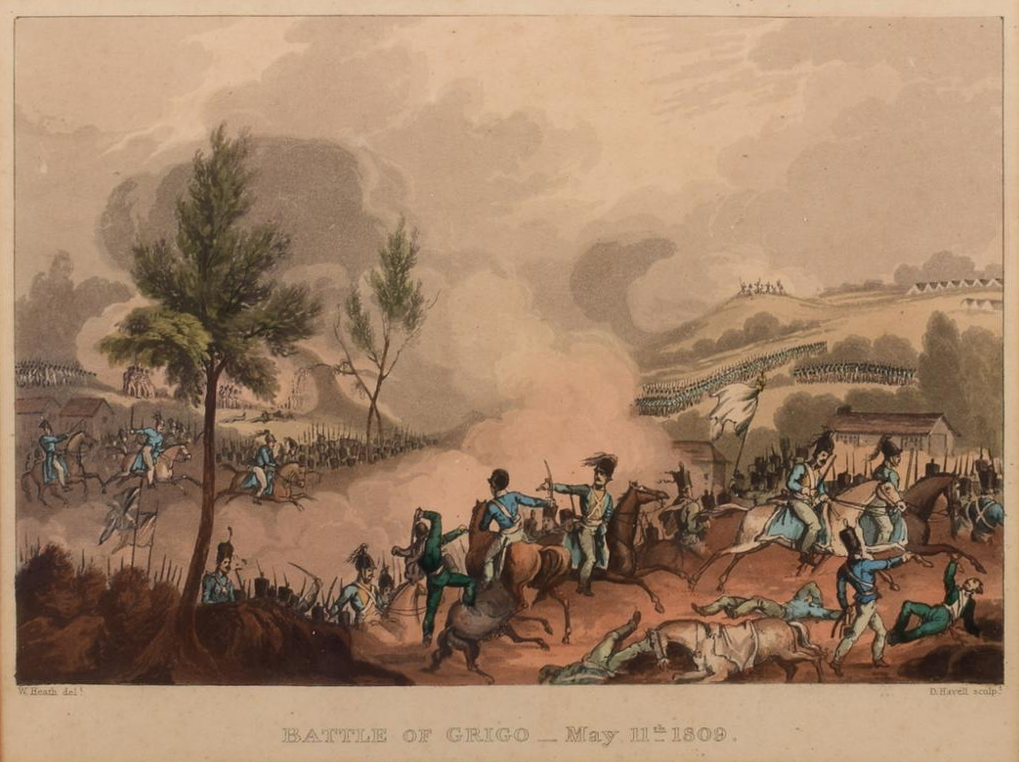
A Batalha de Grijó, em gravura inglesa do primeiro quartel do século XIX

A Batalha de Grijó (10 de Maio de 1809 - 11 de Maio de 1809) foi uma batalha que terminou em triunfo para o exército anglo-português comandado por Sir Arthur Wellesley, durante as incursões francesas, comandadas pelo marechal Nicolas Soult, durante a segunda invasão francesa a Portugal, na Guerra Peninsular. A Vila de Grijó foi “palco” de uma enormíssima e sangrenta batalha mas vitoriosa para as tropas anglo-portuguesas.
A Batalha de Grijó deu-se no lugar de Murraceses, durante a Segunda Invasão Francesa. Foi fundamental o 1º Batalhão do Regimento de Infantaria n.º 3 de Beja sobe as ordens do coronel Machado, este mandatado pelo marechal Wellesley, auxiliado pelo povo grijoense defendendo a sua terra a sua Pátria derrotando os invasores franceses.